# しなこ
しなこ（1996年3月11日 - ）は、日本の女性YouTuber、歌手、ファッションモデル、スウィーツプロデューサー。レーベルはGROVE、およびHOVERBOARD。

## 来歴
東京都出身。専修大学附属高等学校、専修大学人間科学部心理学科卒業。高校3年生の時に原宿ファッションに目覚め、竹下通りのタピオカドリンク店「ベビタピ トーキョー」の店長や、スウィーツ店「Sweet XO Good Grief」や「CANDY A☆GO☆GO」のプロデューサーを務めた。
2018年にYouTubeチャンネルを開設し、お菓子を食べるASMR動画を中心に投稿。2024年にチャンネル登録者数が100万人を達成した。2024年までYouTuber事務所のVAZに所属。
2024年3月11日、同じくYouTuberで親友のあぃりDXのプロデュースのもと、1stデジタルシングル「しなこワールド」で歌手デビュー。同曲はヒットを記録した。
2024年9月10日、角川春樹事務所が出版する小中学生向けファッション雑誌『Cuugal』のアンバサダーモデルに就任。
2024年12月23日、美容と雑貨のブランド「pinaco（ピナコ）」のプロデュースを開始。
同年末、モデルプレスの『2024年間YouTube影響力トレンドランキング』にて1位、Simejiの『Simeji presents Z世代トレンドアワード2024』ヒト部門にて大賞を受賞。
2025年2月28日より、キッズグループオーディションプロジェクト『Amazing Kids Audition』をあぃりDXと共同開催。
2025年6月24日、『TikTok上半期トレンド大賞2025 ブレイクスルー部門』を受賞。

## ディスコグラフィ

### デジタルシングル
| # | タイトル                                                       | 配信日         | 作詞・作曲                                                                                 | レーベル           |
| - | -------------------------------------------------------------- | -------------- | ------------------------------------------------------------------------------------------ | ------------------ |
| 1 | しなこワールド SHINAKO WORLD                                   | 2024年3月11日  | 作詞：あぃりDX、しなこ 作曲：Akira Sunset、野口大志、NOVECHIKA 編曲：野口大志              | GROVE / HOVERBOARD |
| 2 | グミキュンプリンセス GUMIQUNPRINCESS                           | 2024年6月7日   | 作詞：あぃりDX、しなこ 作曲：Akira Sunset、野口大志、NOVECHIKA 編曲：野口大志              | GROVE / HOVERBOARD |
| 3 | 歯ラ歯ラ HARA HARA                                             | 2024年10月18日 | 作詞：あぃりDX 作曲：NOVECHIKA、野口大志、Akira Sunset 編曲：野口大志                      | GROVE / HOVERBOARD |
| 4 | マシュマロパンチ (feat. 午前0時のプリンセス) Marshmallow Punch | 2024年12月25日 | 作詞：あぃりDX、午前0時のプリンセス 作曲：NOVECHIKA、野口大志、Akira Sunset 編曲：野口大志 | GROVE / HOVERBOARD |

## 出演

### テレビドラマ
- ことぶきウォーズ 第26話（2004年、CBC・TBS）
- こどもの事情 第27話（2007年、CBC・TBS）

### CM
- au テレビCM 「『美意識高すぎ！高杉くん』校外学習」篇（2024年7月23日、au）[9]
- 果汁グミ ウェブCM 「ぷにぷにくだもの」篇（2025年3月4日、明治）[10]
- チュッパチャップス テレビCM「ChupaChups 2つのレインボーグミ新発売」篇（2025年3月24日、クラシエ）[11]

## 書籍

### 付録本
- しなこキャンディポーチBOOK（2024年8月1日、宝島社、ISBN 978-4-299-05772-3）[12]

### 雑誌
- Cuugal（2024年9月10日 - 現在、角川春樹事務所） - アンバサダーモデル[5]